# Reunion (chanson de ClariS)
Pour les articles homonymes, voir Reunion.
Singles de ClariS
Luminous
(2012) Colorful
(2013)
Pistes de Second Story
Grasp
(11)
Reunion est une chanson pop du duo d'idoles japonaises ClariS, écrite par Kz. C'est le septième single du groupe sorti le 17 avril 2013 chez SME Records. La chanson a été utilisée comme le générique d'introduction de la série télévisée anime de 2013 Oreimo. Un clip a été produit pour "Reunion", dirigé par Jungo. Le single a culminé à la 2e place du classement musical hebdomadaire japonais de l'Oricon.

## Composition
"Reunion" est une chanson synthpop avec l'instrumentation réalisé à partir d'un synthétiseur. Le morceau est réglé sur une mesure de temps commun et défile sur un tempo de 135 battements par minute sur une tonalité de Mi bémol majeur tout au long de la chanson. L'introduction commence avec la musique synthétisée accompagné des chants de ClariS et utilise un pont pour passer au premier couplet, suivis du refrain. Après un autre pont, ce modèle est répété pour le deuxième couplet et le refrain qui emploie la même musique avec des paroles différentes. Un break est employé pour passer au troisième couplet, suivie immédiatement d'un quatrième couplet dans la mélodie du refrain. Le refrain est utilisé en tant qu'outro, une coda instrumentale est employée pour conclure la chanson. 

## Sortie et réception
"Reunion" a été publié dans une édition régulière et deux limitées, le 17 avril 2013, en CD par la SME Records au Japon,,. L'une des versions d'édition limitée a été emballée avec des artworks de Oreimo et contenait également une version courte de "Reunion" au lieu de sa version instrumentale. L'autre édition limitée a été livrée avec un DVD contenant le clip pour "Reunion". Le single a culminé à la 2e place du classement musical hebdomadaire japonais de l'Oricon, et y resté classé pendant 12 semaines. "Reunion" a débuté et a culminé à la 3e place du Japan Hot 100 de Billboard.

## Vidéoclip
Le clip est entièrement animé et dirigé par Jungo. Il commence par un ensemble de portails métalliques qui s'ouvre sur un parc où des arbres, des fleurs et une fontaine jaillissent du sol. Les illustrations semi-animées de ClariS par Hiro Kanzaki, le character designer original d'Oreimo, sont introduites en chantant devant la fontaine. Le parc est bientôt remplacé par un paysage urbain sur une rue bordée de magasins et de lampadaires avec des gratte-ciel en arrière-plan. Un bus à impériale rouge et d'autres véhicules plus petits sont également présentés pendant ce temps. Le paysage est de nouveau transformer en une vue crépusculaire des gratte-ciel derrière un grand pont, qui faiblit bientôt sur la nuit entière. La scène est remplacée par une cour d'école publique avec des arbres et des pétales de sakura autour de Clara et d'Alice. Les plans du parc et des scènes de la rue sont de nouveau représentés sur les pétales de fleurs de cerisier, et la vidéo se conclut par un plan des filles à l'école.

## Liste des pistes
| 1.    | Reunion                           | Kz            | Kz            | Kz            | 4:53 |
| 2.    | Tik Tak                           | Kiyosumi Iida | Kiyosumi Iida | Kiyosumi Iida | 4:13 |
| 3.    | Mint Gum (ミントガム, Minto Gamu) | Ion Okumura   | Makoto Sakuma | Atsushi Yuasa | 4:26 |
| 4.    | Reunion (Instrumental)            | Kz            | Kz            | Kz            | 4:53 |
| 18:27 |                                   |               |               |               |      |

| Oreimo édition limitée | Oreimo édition limitée            | Oreimo édition limitée | Oreimo édition limitée | Oreimo édition limitée | Oreimo édition limitée | Oreimo édition limitée | Oreimo édition limitée | Oreimo édition limitée | Oreimo édition limitée |
| No                     | Titre                             | Paroles                | Musique                | Arrangement            | Durée                  |                        |                        |                        |                        |
| ---------------------- | --------------------------------- | ---------------------- | ---------------------- | ---------------------- | ---------------------- | ---------------------- | ---------------------- | ---------------------- | ---------------------- |
| 1.                     | Reunion                           | Kz                     | Kz                     | Kz                     | 4:53                   |                        |                        |                        |                        |
| 2.                     | Tik Tak                           | Kiyosumi Iida          | Kiyosumi Iida          | Kiyosumi Iida          | 4:13                   |                        |                        |                        |                        |
| 3.                     | Mint Gum (ミントガム, Minto Gamu) | Ion Okumura            | Makoto Sakuma          | Atsushi Yuasa          | 4:26                   |                        |                        |                        |                        |
| 4.                     | Reunion (TV Mix)                  | Kz                     | Kz                     | Kz                     | 1:30                   |                        |                        |                        |                        |
| 15:04                  |                                   |                        |                        |                        |                        |                        |                        |                        |                        |

| 1. | Reunion (Clip) | 4:53 |

## Personnel
| ClariS - Clara – Chant - Alice – Chant | Production - Takashi Koiwa – Mixage audio - Yuji Chinone – Mastering - Tatsuo Murai – Design, Direction artistique |

## Classements
| Classement (2013)          | Meilleure position |
| -------------------------- | ------------------ |
| Japan Hot 100 de Billboard | 3                  |
| Weekly Singles de l'Oricon | 2                  |